# Sanaa intermedia
Sanaa intermedia är en insektsart som beskrevs av Max Beier 1944. Sanaa intermedia ingår i släktet Sanaa och familjen vårtbitare. Inga underarter finns listade i Catalogue of Life.